# Баннистер, Джимми
Джеймс Ба́ннистер (англ. James Bannister; 20 сентября 1880 — 18 декабря 1953), также известный как Джи́мми Ба́ннистер — английский футболист, выступавший на позиции правого инсайда.

## Футбольная карьера
Начал карьеру в клубах «Лейленд Темперанс» и «Чорли». В сентябре 1902 года перешёл в «Манчестер Сити». В своём первом сезоне в клубе Джимми сыграл 21 матч и забил 13 голов, а «Сити» выиграл чемпионский титул Второго дивизиона.
В сезоне 1903/04 «Манчестер Сити» занял в Первом дивизионе 2-е место. Команда также удачно выступила в Кубке Англии, обыграв «Сандерленд» (3:2), «Арсенал» (2:0), «Мидлсбро» (3:1) и «Шеффилд Уэнсдей» (3:0). В финале «Сити» обыграл «Болтон Уондерерс» со счётом 1:0, единственный гол в матче забил Билли Мередит.
В следующем сезоне «Манчестер Сити» вновь сражался за чемпионский титул. В последнем туре «Сити» должен был побеждать «Астон Виллу», чтобы стать чемпионом. Однако «Вилла» одержала победу со счётом 3:1, из-за чего «Сити» финишировал лишь на 3-м месте. После матча капитан «Астон Виллы» Алекс Лик публично заявил, что Билли Мередит предложил ему взятку в размере 10 фунтов стерлингов за намеренный проигрыш в матче. Футбольная ассоциация Англии признала Мередита виновным и дисквалифицировала его сроком на 1 год. «Манчестер Сити» отказался предоставить футболисту финансовую помощь, и он рассказал прессе о незаконных выплатах, которые руководство «Сити» осуществляло в нарушение правил Футбольной ассоциации. Футбольная ассоциация провела расследование, по итогам которого обвинения Мередита подтвердились, что спровоцировало скандал, после чего были оштрафованы и дисквалифицированы игроки и тренеры «Манчестер Сити». Так, 17 футболистов «Сити» получили дисквалификацию до января 1907 года. Среди них был и Джимми Баннистер.
«Манчестер Сити» был вынужден продать ряд своих игроков на аукционе в отеле «Куинз» в Манчестере. Главный тренер «Манчестер Юнайтед» Эрнест Мангнэлл присутствовал на аукционе и купил Билли Мередита, Джимми Баннистера, Сэнди Тернбулла и Герберта Берджесса.
Джимми Баннистер дебютировал за Юнайтед 1 января 1907 года в матче с «Астон Виллой». В сезоне 1906/07 «Манчестер Юнайтед» занял 8-е место в чемпионате. Уже в следующем сезоне «Юнайтед» завоевал свой первый чемпионский титул. В этом сезоне Баннистер забил 5 голов в чемпионате.
В сезоне 1908/09 Баннистер проиграл конкуренцию Гарольду Халсу, сыграв лишь в 16 матчах сезона. Он также не был включён в заявку на финальный матч Кубка Англии 1909 года. В октябре 1909 года перешёл в «Престон Норт Энд», проведя за «Юнайтед» в общей сложности 63 матча и забив 8 голов.
За «Престон» Джимми забил 12 голов в 65 матчах. После завершения сезона 1911/12, по итогам которого «Престон» вылетел из Первого дивизиона, Баннистер был отпущен клубом.

## После завершения карьеры
После завершения футбольной карьеры Джимми Баннистер проходил военную службу во время Первой мировой войны. Впоследствии долгое время был владельцем гостиницы в своём родном городе Лейленде.

## Достижения
«Манчестер Юнайтед»
- Чемпион Первого дивизиона: 1907/08
- Обладатель Суперкубка Англии: 1908

## Статистика выступлений
| Клуб              | Сезон            | Лига | Лига | Кубок Англии | Кубок Англии | Суперкубок Англии | Суперкубок Англии | Итого | Итого |
| Клуб              | Сезон            | Игры | Голы | Игры         | Голы         | Игры              | Голы              | Игры  | Голы  |
| ----------------- | ---------------- | ---- | ---- | ------------ | ------------ | ----------------- | ----------------- | ----- | ----- |
| Манчестер Сити    | 1902/03          | 21   | 13   | 1            | 0            | -                 | -                 | 22    | 13    |
| Манчестер Сити    | 1903/04          | 7    | 3    | 0            | 0            | -                 | -                 | 7     | 3     |
| Манчестер Сити    | 1904/05          | 6    | 3    | 0            | 0            | -                 | -                 | 6     | 3     |
| Манчестер Сити    | 1905/06          | 11   | 2    | 1            | 1            | 0                 | 0                 | 12    | 3     |
| Манчестер Сити    | Итого            | 45   | 21   | 2            | 1            | 0                 | 0                 | 47    | 22    |
| Манчестер Юнайтед | 1906/07          | 4    | 1    | 0            | 0            | -                 | -                 | 4     | 1     |
| Манчестер Юнайтед | 1907/08          | 36   | 5    | 4            | 1            | 2                 | 0                 | 42    | 6     |
| Манчестер Юнайтед | 1908/09          | 16   | 1    | 0            | 0            | 0                 | 0                 | 16    | 1     |
| Манчестер Юнайтед | 1909/10          | 1    | 0    | 0            | 0            | 0                 | 0                 | 1     | 0     |
| Манчестер Юнайтед | Итого            | 57   | 7    | 4            | 1            | 2                 | 0                 | 63    | 8     |
| Престон Норт Энд  | 1909/10          | 29   | 5    | 1            | 0            | 0                 | 0                 | 30    | 5     |
| Престон Норт Энд  | 1910/11          | 30   | 7    | 2            | 0            | 0                 | 0                 | 32    | 7     |
| Престон Норт Энд  | 1911/12          | 6    | 0    | 0            | 0            | 0                 | 0                 | 6     | 0     |
| Престон Норт Энд  | Итого            | 65   | 12   | 3            | 0            | 0                 | 0                 | 68    | 12    |
| Всего за карьеру  | Всего за карьеру | 167  | 40   | 9            | 2            | 2                 | 0                 | 178   | 42    |